# Anna Bogdanowicz
Anna Bogdanowicz z domu Wrońska (ur. 16 sierpnia 1904 w Jaśle, zm. 14 czerwca 1943 w Auschwitz) – polska nauczycielka, Sprawiedliwa wśród Narodów Świata.
Urodziła się 16 sierpnia 1904 roku w Jaśle. Była absolwentką Prywatnego Seminarium Nauczycielskiego w Jaśle. W II Rzeczypospolitej pracowała jako nauczycielka. Przed wybuchem II wojny światowej zamieszkała w Kielcach. Miała męża Marcelego i dwóch synów: Antoniego oraz Stanisława.
W czasie okupacji niemieckiej w Polsce, w 1942 roku, pomogła w ucieczce z niemieckiego getta dla Żydów w Jaśle, swojej przyjaciółce Sarze Diller. 14 sierpnia 1942 r. Anna pojechała z Sarą pociągiem do Kielc. Pomogła również w uzyskaniu fałszywego dowodu tożsamości dla Sary, znalezieniu pracy, zdobyciu żywności. Znalazła mieszkanie u znajomych, małżeństwa Gościejów. Annie Bogdanowicz pomagał doktor Julian Ney. Anna współpracowała również z komórką legalizacyjną, która dostarczała fałszywe dokumenty do getta w Kielcach.
Niemcy w październiku 1942 roku w Jaśle aresztowali osoby zaangażowane w ucieczkę Sary, wśród nich także doktora Juliana Neya, którego zamordowali w więzieniu w Jaśle.
Anna  Bogdanowicz znalazła dla przyjaciółki nową kryjówkę, w leśniczówce, niedaleko Kielc. 6 listopada 1942 roku Anna Bogdanowicz, wraz z mężem i 11-letnim synem Antonim, została aresztowana przez okupantów niemieckich i oskarżona  o pomoc w zorganizowaniu ucieczki Sary Diller. Jej mąż Marceli Bogdanowicz wraz synem zostali zwolnieni po przesłuchaniu. Annę osadzono w więzieniu w Kielcach.
16 grudnia 1942 roku  została przewieziona do obozu koncentracyjnego w Auschwitz. Zmarła w obozie, według oficjalnych danych, na tyfus 14 czerwca 1943 roku. Nosiła numer obozowy w Auschwitz 27226.
Wcześniej zdążyła ostrzec przyjaciółkę, która wyjechała do Krakowa a następnie do Warszawy, gdzie ukrywała się pod fałszywym nazwiskiem. Sara Diller we wrześniu 1943 roku (jako Maria Helena Solecka) wyjechała na przymusowe roboty do Austrii, gdzie pracowała jako służąca w miejscowości Bludenz. W maju 1946 roku wyjechała do Izraela.
W 1982 roku Sara Diller opublikowała w czasopiśmie „Polityka” artykuł o Annie Bogdanowicz, pod tytułem: Zginęła z mojego powodu.
19 września 1983 roku Instytut Yad Vashem nadał Annie Bogdanowicz tytuł Sprawiedliwy wśród Narodów Świata.